# Золотой минбар (кинофестиваль)
«Золото́й минба́р» — российский международный фестиваль мусульманского кино, учреждён в апреле 2004 года в городе Москве. С 2005 по 2009 годы проводился в городе Казани, столице Республики Татарстан. С 2010 года стал именоваться «Казанский международный фестиваль мусульманского кино» и продолжил свою работу.
Девиз фестиваля: «Через диалог культур — к культуре диалога».
В основу названия фестиваля положено арабское слово «минбар», означающее трибуну в мечети, откуда ведётся мирная проповедь — призыв к миру и добру. Фестиваль демонстрирует фильмы, призывающие к веротерпимости и гуманизму вне зависимости от конфессиональной принадлежности авторов. Целью данного фестиваля является создание объективного представления в российском и мировом сообществе об исламе и мусульманах.

## История
Для реализации данного социально-значимого культурного проекта, направленного на гармонизацию межрелигиозных и межнациональных отношений средствами кино, в апреле 2004 года в Москве было зарегистрировано как некоммерческое партнёрство «Международный фестиваль мусульманского кино „Золотой минбар“».
Основателем и автором оригинальной идеи фестиваля является президент телевидеокомпании «Исламский мир» (г. Москва) Зауди Мамиргов.
Изначально фестиваль задумывался «кочующим», то есть проходящим в разных регионах Российской Федерации. Проведение первого МФМК «Золотой минбар» 2005 года в столице Татарстана совпало с празднованием 1000-летия Казани. По мнению наблюдателей, фестиваль стал одним из наиболее ярких событий среди многочисленных мероприятий этого празднования. По предложению действовавшего в то время президента Республики Татарстан М. Ш. Шаймиева к учредителям партнёрства, фестиваль мусульманского кино стал постоянно проводиться в Казани. За короткое время с 2005 по 2009 годы кинофестиваль стал уникальным мировым брендом, поднимавшим из года в года в год имидж России, Татарстана и Казани в глазах российской и мировой общественности, привлекающим инвесторов, прежде всего из арабских стран. Основатели и постоянные организаторы в лице некоммерческого партнёрства Международный фестиваль мусульманского кино «Золотой минбар» (г. Москва) прилагали значительные усилия для поднятия высокого уровня фестиваля, имиджа Казани и Татарстана.
Однако в 2010 году партнёрами фестиваля из Татарстана (Министерство культуры РТ) принимается решение взять полный контроль над МФМК «Золотой минбар» и возглавить его дальнейшее руководство и организацию без его законных правообладателей, используя фирменное наименование, историю и всю конфигурацию МФМК «Золотой минбар». Дирекция НП МФМК «Золотой минбар» вынуждена была отстаивать свои права. В результате татарстанским партнёрам пришлось отказались от оригинального фирменного имени — «Золотой минбар», продолжив по настоящее время использовать другую его характеризующую часть фирменного наименования — «фестиваль мусульманского кино», а также историю с нумерацией, и полностью всю конфигурацию МФМК «Золотой минбар».
«Золотой минбар» — единственный международный фестиваль мусульманского кино. Он был предусмотрен учредителями как первый шаг в создании международной премии «Золотой минбар» в области кино, культуры, науки, образования, спорта.

## Учредители
Учредителями фестиваля выступили:
- Совет муфтиев России,
- Телевидеокомпания «Исламский мир»,
- Исламский культурный центр России.

Фестиваль организовывался при партнёрской поддержке:
- Министерства культуры и массовых коммуникаций Российской Федерации,
- Федерального агентства по культуре и кинематографии,
- Конфедерации союзов кинематографистов,
- Администрации президента Республики Татарстан,
- Министерства культуры Республики Татарстан,
- Мэрии города Казани.

## Призы
Жюри присуждает следующие призы:
Приз-статуэтка «Золотой минбар»
1. Приз за лучший игровой фильм, присуждается продюсеру.
2. Приз за лучшую режиссёрскую работу, вручается режиссёру фильма.
3. Приз за лучший документальный фильм.
4. Приз за лучший телевизионный фильм-репортаж.
5. Приз за лучшую мужскую роль.
6. Приз за лучшую женскую роль.
7. Приз за лучший короткометражный фильм, вручается режиссёру.
8. Приз за лучшую операторскую работу, вручается оператору.
9. Приз за лучший сценарий игрового кино, вручается автору сценария.
10. Специальный Приз Президента Республики Татарстан. «За гуманизм в киноискусстве».

Призы на усмотрение их учредителей
1. Специальный Приз Совета муфтиев России.
2. Специальный Приз «Генерального спонсора» фестиваля.
3. Специальный Приз ТВК «Исламский Мир» — «За вклад в дело исламского просвещения».

Всем участникам фестиваля вручаются дипломы.

## I фестиваль (2005)
Первый МФМК «Золотой минбар» 2005 года в столице Татарстана проходил в дни празднования 1000-летия Казани.
Президент фестиваля — муфтий Равиль Гайнутдин,
Генеральный директор — президент телевидеокомпании «Исламский мир» Зауди Мухтарович Мамиргов.
Директор по связям с общественностью — Секакмия Мурад.

### Жюри
1. председатель жюри ИБРАГИМБЕКОВ Рустам Мамед Ибрагимович, лауреат Государственных премий, Народный писатель Азербайджана, Заслуженный деятель искусств Азербайджанской Республики, профессор.
2. Кирилл Разлогов, киновед, профессор, доктор искусствоведения
3. известная сирийская актриса Мона Васиф
4. Асма Эль-Бакри, продюсер и режиссёр (Египет)
5. Исмагилов Раис Абдрахманович, директор ГУК "Киностудия «Башкортостан»
6. кинорежиссёр Джамил Фараджев, начальник отдела кинематографии Министерства Культуры Азербайджанской Республики
7. Махмуд Могими, начальник Департамента координации деятельности государственного ТВ и Радио Ирана

### Призёры
Главный приз был присуждён социально-психологической драме «Колдун» режиссёра Октая Мир-Касимова (Азербайджан).
Приз за лучший документальный фильм вручен ленте «Дети Адама», лучшим короткометражным игровым фильмом — «Ночью можно» режиссёра Айсуака Юмагулова из Башкирии, лучший анимационный фильм «Лев и заяц» Елены Юшковой из Башкирии, фильм «Взрывы мирного времени» ИРАН — был отмечен за лучшую операторскую работу, режиссёр Гуландом Мухаббатова (Таджикистан) получила за свой фильм «Бродяга» специальный приз президента РТ за гуманизм в исламе, лучший сценарий полнометражного игрового фильма «Святая Марьям», приз за лучшую мужскую роль получил Фарид Бикчантаев за роль в фильме «Куктау» из Татарстана, актриса Марьям Розали признана лучшей за роль в фильме «Святая Марьям».

## II фестиваль (2006)
II Международный фестиваль мусульманского кино прошёл в Казани в сентябре 2006 года.
- Председатель Оргкомитета фестиваля — Зиля Валеева, заместитель премьер-министра РТ, министр культуры РТ.
- Президент фестиваля — Муфтий Шейх Равиль Гайнутдин, председатель Совета муфтиев России.
- Вице-президент — Абдулвахед Ниязов, президент Исламского культурного центра России.
- Генеральный директор — Зауди Мамиргов, президент телевидеокомпании «Исламский мир»
- Директор по связям с общественностью — Мурад Секакмия.

### Жюри
- председатель жюри Народный артист России кинорежиссёр Вадим Абдрашитов (Россия),
- режиссёр и драматург Октай Мир-Касым (Азербайджан),
- режиссёр и продюсер Овидио Салазар (Великобритания),
- актриса Файза Камаль (Египет),
- режиссёр и продюсер Буччо Менотти (Италия),
- генеральный директор спутникового канала Аль-Алям Хусейн Рази (Иран),
- кинорежиссёр Фарид Давлетшин (Узбекистан),
- киновед Сергей Лаврентьев (Россия)
- режиссёр Юрий Манусов (Татарстан).

### Программа фестиваля
Всего в отборочную комиссию фестиваля поступило более 170 работ из 25 стран мира.

#### Конкурсная программа
В конкурсной программе фестиваля представлены:
- 13 игровых
- 16 неигровых
- 10 анимационных фильмов.

#### Внеконкурсная программа
Представлены 26 картин:
- 4 игровых
- 6 игровых короткометражных
- 16 неигровых.

### Призёры
- Главный Пприз II МФМК «Золотой минбар» — фильм «Слеза холода» (Иран).
- Приз «Золотой минбар» за лучшую режиссёрскую работу — Азизоллах Хамиднежад, фильм «Слеза холода» (Иран).
- Приз «Золотой минбар» за лучшее исполнение женской роли — Гольшифте Фарахани, фильм «Слеза холода» (Иран).
- Приз «Золотой минбар» за лучшее исполнение мужской роли — Толеген Куанышев, фильм «Степной экспресс» (Казахстан).
- Приз «Золотой минбар» за лучший сценарий игрового кино — Одельша Агишев и Фуат Ахметов, фильм «Степной экспресс» (Казахстан).
- Приз «Золотой минбар» за лучшую операторскую работу — Дмитрий Ермаков, фильм «Сундук предков» (Киргизия — Россия — Франция — Германия).
- Специальная награда «Золотой минбар» за поиск новых форм в киноискусстве — фильм режиссёра Майкла Уинтерботтома «Дорога на Гуантанамо» (Великобритания).
- Главный приз «Золотой минбар» за лучший документальный фильм — лента режиссёра Абдул Малека Гулама «Территория Памир» (Афганистан).
- Приз «Золотой минбар» за лучший репортаж — фильм Ассада Таха «Эльдорадо» (Катар).
- Приз «Золотой минбар» за лучший сценарий документального кино — картина Андрея Шелкова и Равиля Бухараева «Цвета эпохи перемен» (Россия).
- Специальный приз «За вклад в дело исламского просвещения» был вручён автору документального фильма «Цифровая точность в Коране» Ихабу Мамдах Ахмаду (Саудовская Аравия).
- Приз «Золотой минбар» за лучший анимационный фильм была признана лента режиссёра Станислава Соколова «Аль-Фатиха» (Россия).

## III фестиваль (2007)
III Международный фестиваль мусульманского кино прошёл в Казани с 6 по 12 сентября 2007 года.

### Жюри
- драматург и сценарист Одельша Агишев (Россия),
- руководитель программы «Мусульмане» телеканала «Россия» Василий Антипов,
- режиссёр Родослав Спасов (Болгария),
- генеральный продюсер Европейской ассоциации кино и телевидения Инал Шерип (Бельгия),
- актриса, посол Доброй воли ООН Сафия Аль Амри (Египет),
- оператор, режиссёр, сценарист Арво Ихо (Эстония),

### Программа фестиваля
Всего в отборочную комиссию фестиваля поступило более 200 работ из 49 стран мира.

#### Конкурсная программа (49 работ)
- 16 полнометражных художественных фильмов
- 15 короткометражных художественных фильмов
- 12 документальных фильмов
- 6 телерепортажей

#### Внеконкурсная программа (26 работ)
- 11 полнометражных художественных фильмов
- 5 короткометражных художественных фильмов
- 10 документальных фильмов.

На фестивале состоялся премьерный показ фильма Сергея Бодрова-старшего «Монгол». В рамках фестиваля прошёл творческий вечер поэта, публициста, общественного деятеля Олжаса Сулейменова. В церемонии официального открытия фестиваля 7 сентября участвовала звезда французского кино Катрин Денев. На церемонию закрытия была турецкая киноактриса, известная по сериалу «Королёк — птица певчая», Айдан Шенер. В числе почётных гостей фестиваля — актёр Евгений Миронов, кинокритик Кирилл Разлогов. Ведущий церемонии открытия — Аристарх Ливанов.